# Ріпаботтоні
Ріпаботтоні (італ. Ripabottoni) — муніципалітет в Італії, у регіоні Молізе,  провінція Кампобассо.
Ріпаботтоні розташоване на відстані близько 195 км на схід від Рима, 18 км на північний схід від Кампобассо.
Населення — 517 осіб (2014).

## Демографія
Населення за роками:

Станом на 1 січня 2023 року в муніципалітеті офіційно проживали 34 іноземці з 14 країн, серед них 12 громадян країн Євросоюзу.

## Сусідні муніципалітети
- Бонефро
- Кампольєто
- Казакаленда
- Моначильйоні
- Морроне-дель-Санніо
- Проввіденті
- Сант'Елія-а-П'янізі